# Havre North
Havre North – jednostka osadnicza w Stanach Zjednoczonych, w stanie Montana, w hrabstwie Hill.